# Монклар-сюр-Лос
Монкла́р-сюр-Лос (фр. Monclar-sur-Losse) — коммуна во Франции, находится в регионе Юг — Пиренеи. Департамент — Жер. Входит в состав кантона Монтескью. Округ коммуны — Миранд.
Код INSEE коммуны — 32265.

## География
Коммуна расположена приблизительно в 620 км к югу от Парижа, в 90 км западнее Тулузы, в 24 км к юго-западу от Оша.
На западе коммуны протекает река Ос, а на востоке — река Лизет.

## Климат
Климат умеренно-океанический. Лето жаркое и немного дождливое, температура часто превышает 35 °С. Зимой часто бывает отрицательная температура и ночные заморозки. Годовое количество осадков — 700—900 мм.

## Население
Население коммуны на 2010 год составляло 115 человек.
| 1962 | 1968 | 1975 | 1982 | 1990 | 1999 | 2010 |
| ---- | ---- | ---- | ---- | ---- | ---- | ---- |
| 141  | 118  | 113  | 126  | 125  | 102  | 115  |

## Администрация
| Период | Период | Фамилия     | Партия | Примечания |
| ------ | ------ | ----------- | ------ | ---------- |
| 2001   | 2020   | Жерар Перес |        |            |

## Экономика
В 2010 году среди 80 человек трудоспособного возраста (15-64 лет) 61 были экономически активными, 19 — неактивными (показатель активности — 76,3 %, в 1999 году было 70,5 %). Из 61 активных жителей работали 55 человек (31 мужчина и 24 женщины), безработных было 6 (1 мужчина и 5 женщин). Среди 19 неактивных 2 человека были учениками или студентами, 11 — пенсионерами, 6 были неактивными по другим причинам.

## Фотогалерея

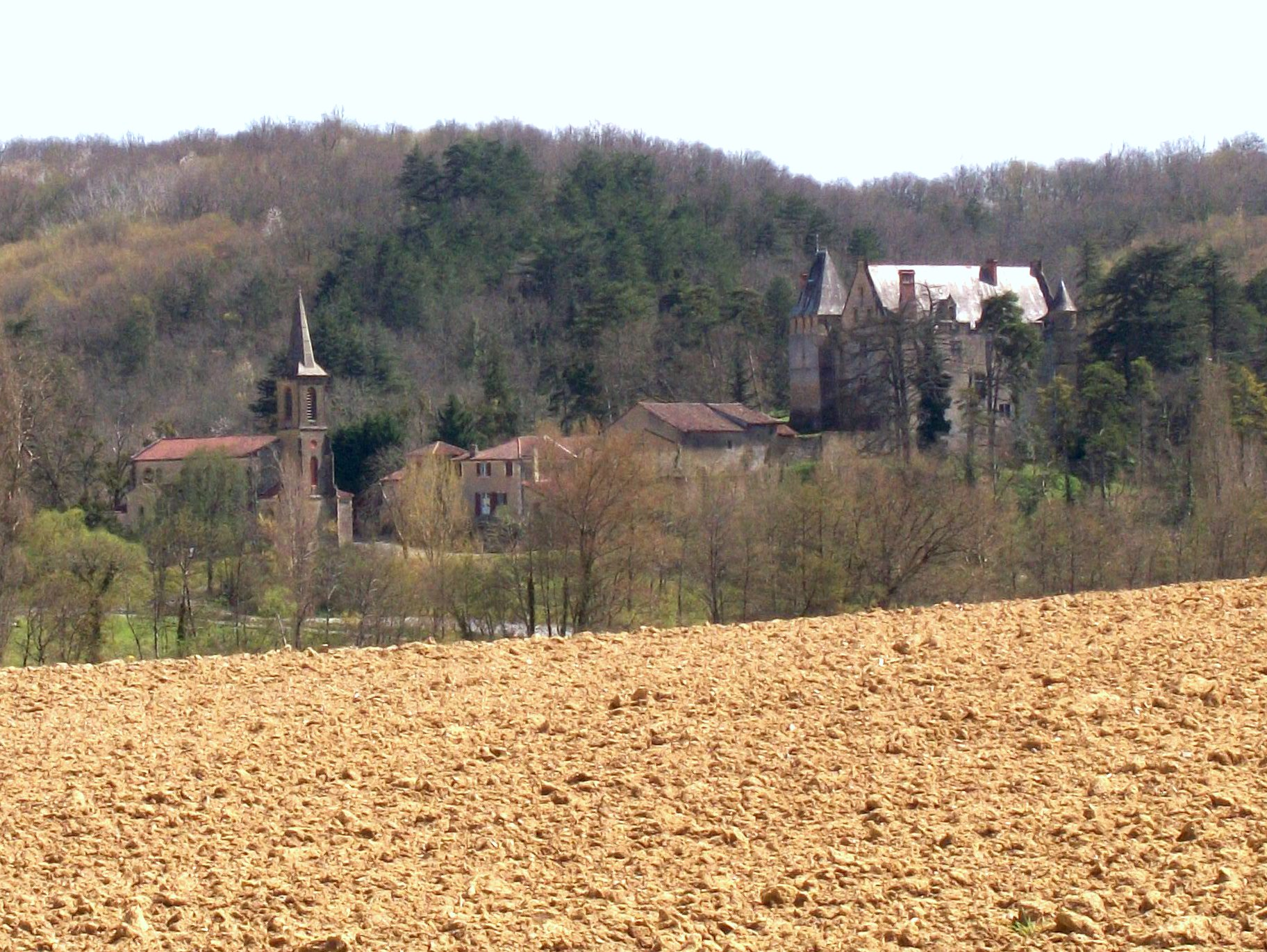
Монклар-сюр-Лос
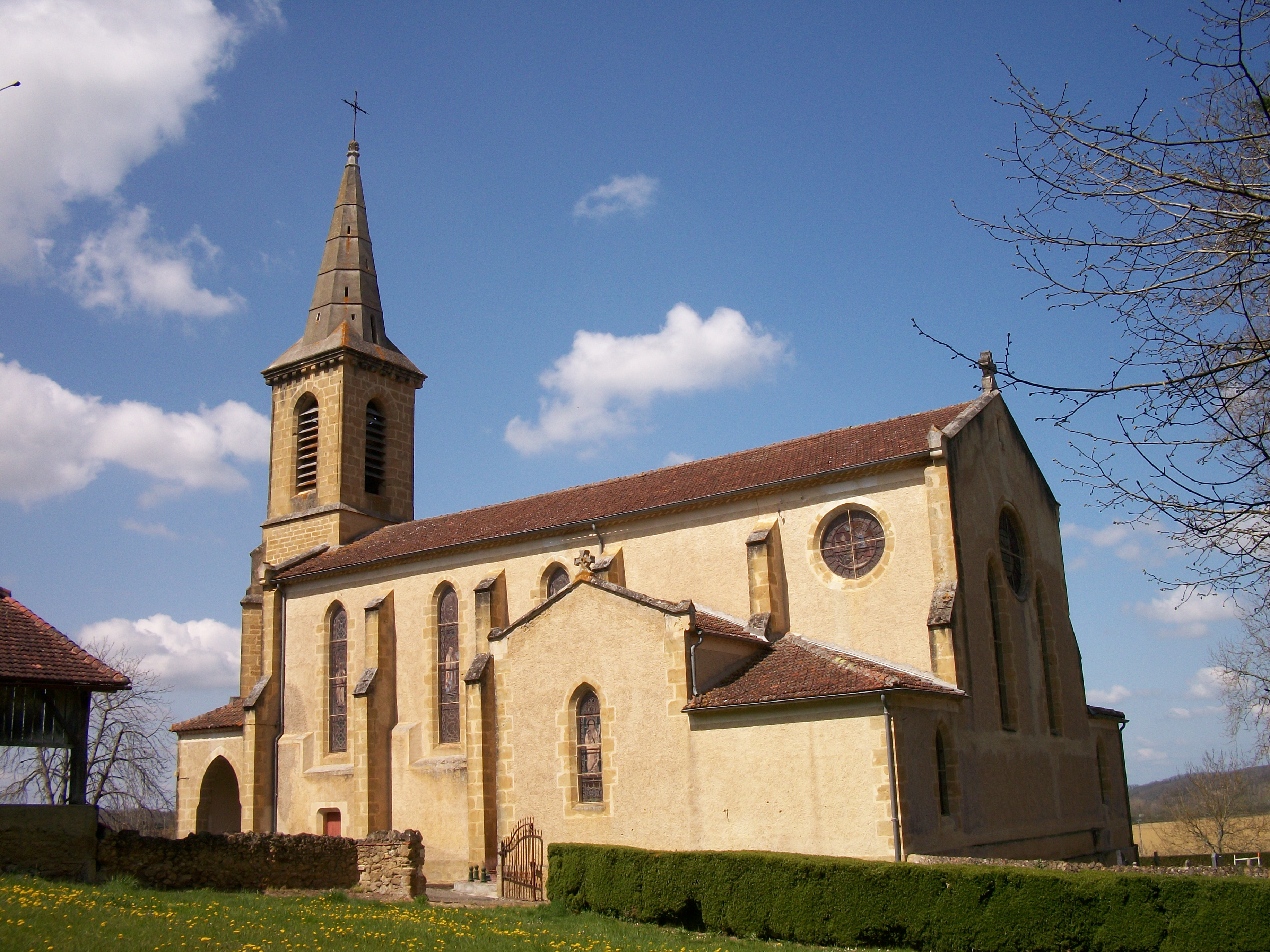
Церковь
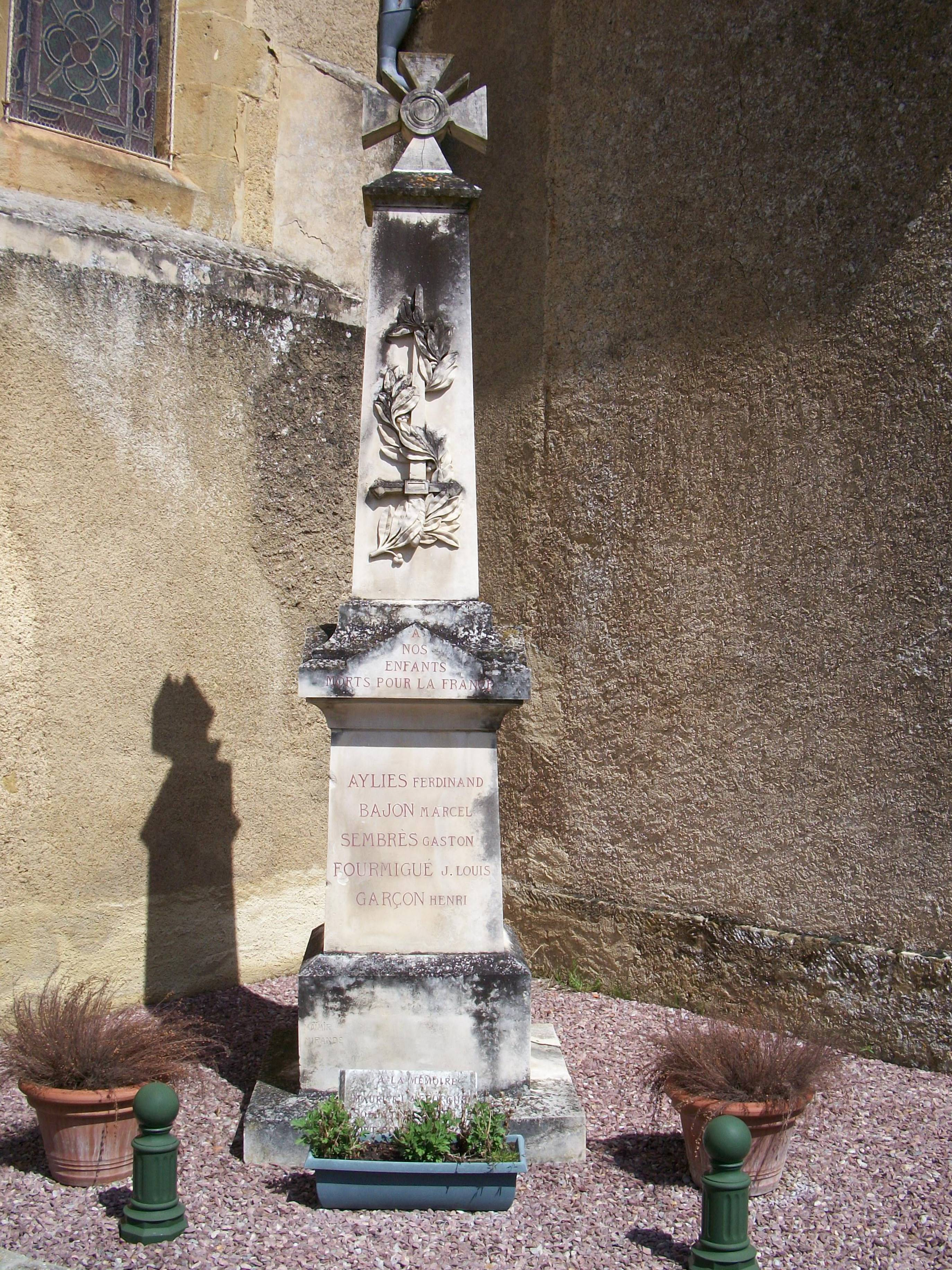
Военный мемориал
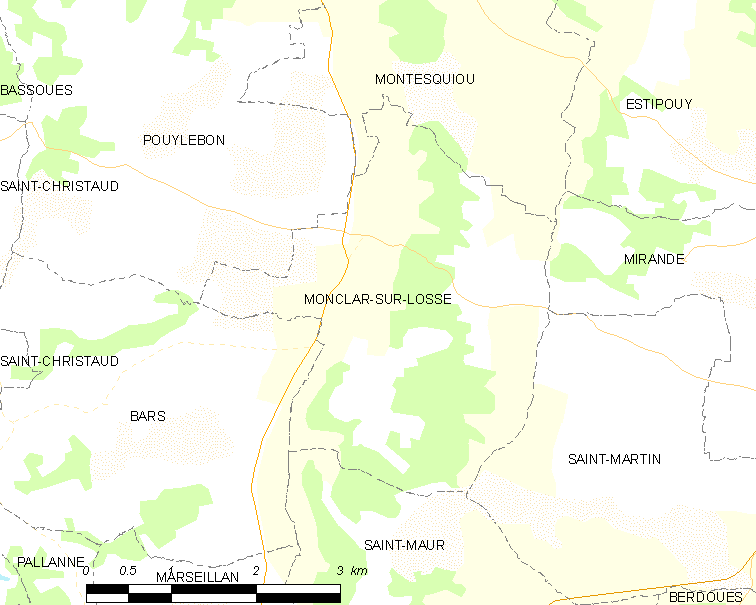
Карта коммуны